# Военно-воздушные силы ГДР

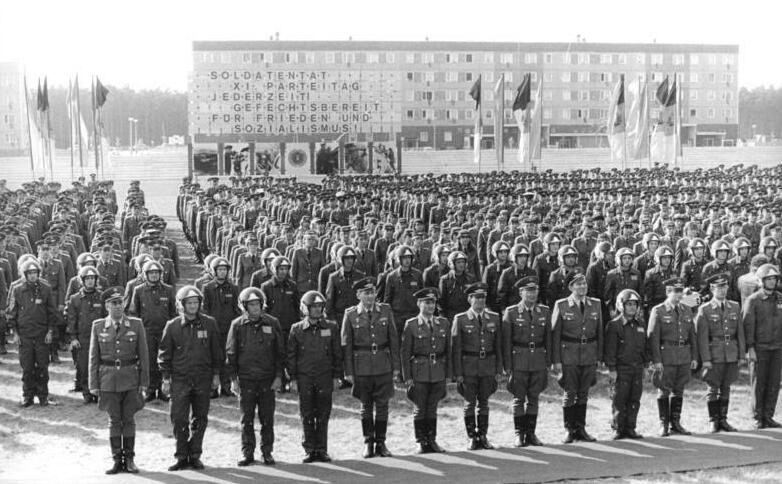
Военнослужащие Люфтштрайткрефте на военном параде, 1985 г.

Военно-воздушные силы ГДР (нем. Luftstreitkräfte Люфтштрайткрефте) — военно-воздушные силы Германской Демократической Республики. ВВС ГДР являлись частью созданной в 1956 году Национальной народной армии.

## История
Название «Luftstreitkräfte» первоначально применялось к воздушным корпусам Германской империи в период с 1910 года до конца Первой мировой войны в 1918 году. Однако западногерманские ВВС приняли название «Люфтваффе», которое использовалось ВВС нацистской Германии с 1935 года до конца Великой Отечественной войны.
В конце ноября 1953 года в результате реорганизации авиационных частей авиационные подразделения были переданы из подчинения МВД в подчинение непосредственно заместителю министра и начальнику народной полиции. Авиационные полки были реорганизованы в Аэроклуб 1 (Котбус), 2 (Древиц) и 3 (Баутцен).
1 марта 1956 года, после вступления ГДР в ОВД, военно-воздушные силы были официально созданы в составе Национальной народной армии. Первоначально ВВС со штаб-квартирой в Котбусе были отделены от «Luftverteidigung» (ПВО со штаб-квартирой в Штраусберге. Они[кто?] предназначались для создания трёх истребительных дивизий, дивизии штурмовиков и зенитного дивизиона (были созданы только 1-я и 3-я авиационные дивизии и 1-я зенитная дивизия).
За сорок лет своей истории Люфтштрайткрефте не принимал участия в боевых действиях.

## Структура

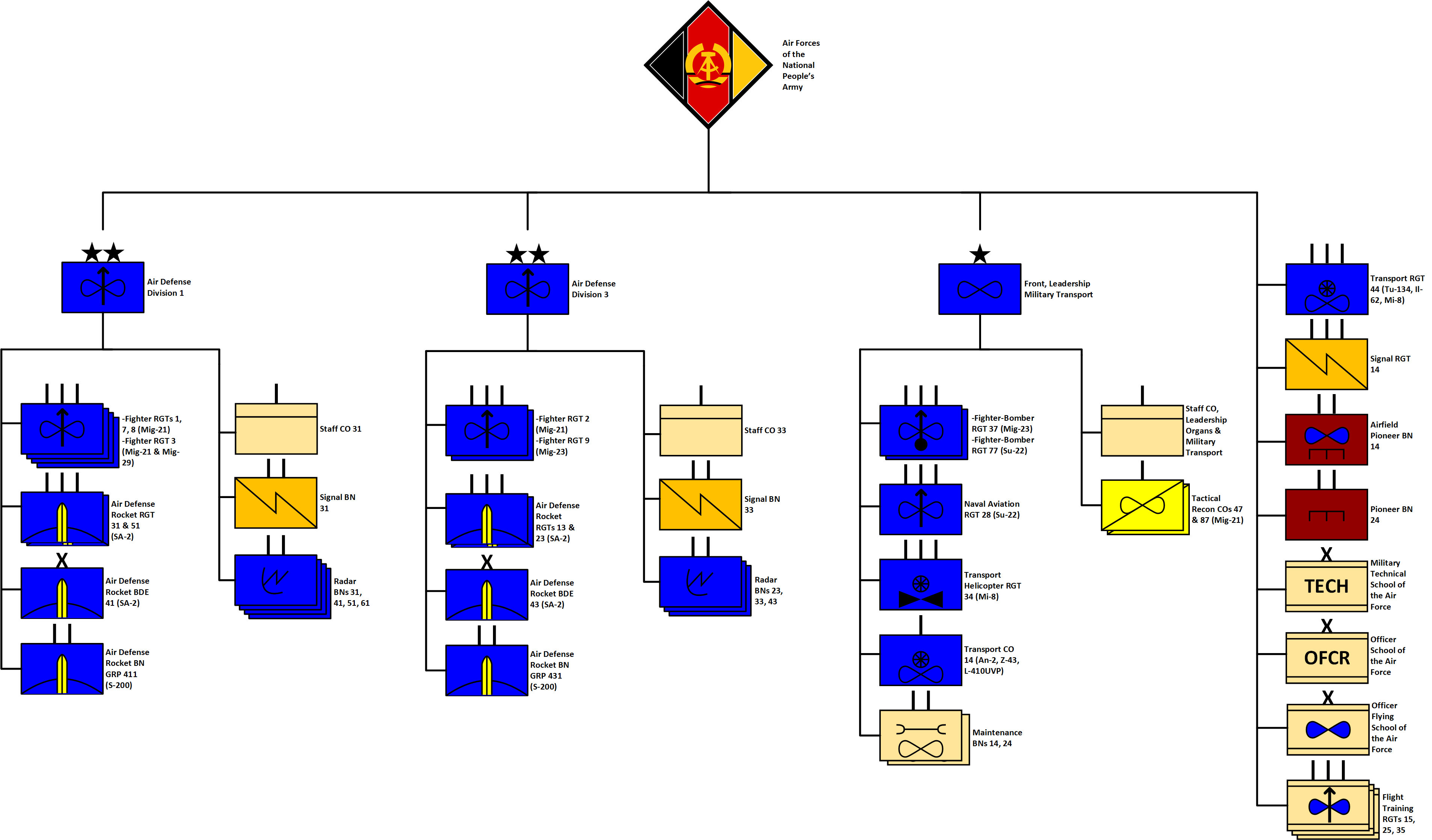
Структура Люфтштрайткрефте на 1989 год

Основными воинскими частями в ВВС ГДР являются отдельная эскадрилья (собственно в авиации), полк (в войсках ПВО), отдельный дивизион (в войсках ПВО), отдельный батальон (в радиотехнических войсках), высшим тактическим соединением — дивизия, низшей — эскадра. Таким образом в их составе имелись две воздушные дивизии и два полка истребителей-бомбардировщиков.
Командование ВВС (Kommando Luftstreitkräfte) в Штраусберге
- 1-я истребительная авиационная дивизия[нем.] (1. Luftverteidigungsdivision), штаб в Котбусе;
  - 1-я истребительная эскадра[нем.] имени имени Фрица Шменкеля (Jagdfliegergeschwader 1 «Fritz Schmenkel»), база в Хольцдорфе;
  - 3-я истребительная эскадра имени имени Владимира Комарова (Jagdfliegergeschwader 3 «Wladimir Komarow»), база в Прешене;
  - 7-я истребительная эскадра имени имени Вильгельма Пика (Jagdfliegergeschwader 7 «Wilhelm Pieck»), база в Древице;
  - 8-я истребительная эскадра имени имени Германа Матерна (Jagdfliegergeschwader 8 «Hermann Matern»), база в Марксвальде;
  - 31-я зенитно-ракетный полк имени Ярослава Домбровского (Fla-Raketenregiment 31 «Jaroslaw Dombrowski»), штаб в Штрасгребшене;
  - 41-я зенитно-ракетная бригада имени Германа Дункера (41. Fla-Raketenbrigade «Hermann Duncker»), штаб в Ладебурге;
  - 51-я зенитно-ракетная бригада имени Вернера Ламберца (51. Fla-Raketenbrigade «Werner Lamberz»), штаб в Шпрётау;
  - 31-й радио-технический батальон (Funktechnisches Bataillon 31), штаб в Дёберне;
  - 41-й радио-технический батальон имени Арвида Харнака (Funktechnisches Bataillon 41 «Arvid Harnack»), штаб в Шёневальде;
  - 51-й радио-технический батальон имени Пауля Шефера (Funktechnisches Bataillon 51 «Paul Schäfer»), штаб в Шпрётау;
  - 61-й радио-технический батальон (Funktechnisches Bataillon 61), штаб в Мюнхеберге;
  - 31-й батальон связи имени Августа Виллиха (Nachrichtenbataillon 31 «August Willich»), штаб в Котбусе;
- 3-я истребительная авиационная дивизия (3. Luftverteidigungsdivision), штаб в Тролленхагене;
  - 2-я истребительная эскадра имени Юрия Гагарина (Jagdfliegergeschwader 2 «Juri Gagarin»), база в Тролленхагене;
  - 9-я истребительная эскадра имени Генриха Рау (Jagdfliegergeschwader 9 «Heinrich Rau»), база в Пенемюнде;
  - 13-я зенитно-ракетный полк имени Эткара Андре (Fla-Raketenregiment 13 «Etkar André»), штаб в Пархиме;
  - 23-я зенитно-ракетная бригада имени Рудольфа Брайтшайда (Fla-Raketenregiment 23 «Rudolf Breitscheid»), штаб в Штальберге;
  - 43-я зенитно-ракетная бригада имени Эриха Вайнерта (43. Fla-Raketenbrigade «Erich Weinert»), штаб в Санице;
  - 23-й радио-технический батальон имени Лизелотте Херманн (Funktechnisches Bataillon 23 «Liselotte Herrmann»), штаб в Прагсдорфе;
  - 33-й радио-технический батальон имени Фрица Бена (Funktechnisches Bataillon 33 «Fritz Behn»), штаб в Пудагле;
  - 43-й радио-технический батальон (Funktechnisches Bataillon 43), штаб в Парихиме;
  - 33-й батальон связи имени Макса Христиансена-Клаузена (Nachrichtenbataillon 33 «Max Christiansen-Clausen»), штаб в Тролленхагене;
- 37-й бомбардировочная эскадра имени Клемента Готвальда (Jagdbombenfliegergeschwader 37 Klement Gottwald) (создана в 1971 году), штаб в Древице;
- 77-й бомбардировочная эскадра имени Гебхардта фон Блюхера (Jagdbombenfliegergeschwader 77 Gebhardt Leberecht von Blücher) (создана в 1984 году), штаб в Лааге;
- 14-й полк связи имени Харро Шульце-Бойзена (Nachrichtenregiment 14 (NR-14) «Harro Schulze-Boysen»), штаб в Вальдзиферсдорфе;
- (транспортная авиация)
  - 24-я эскадрилья транспортных самолётов (Transportfliegerstaffel 24) (создана в 1971 году), штаб в Дрездене;
  - 44-я эскадра транспортных самолётов (Transportfliegergeschwader 44) (создан в 1959);
  - 34-й эскадра транспортных вертолётов (Transporthubschraubergeschwader 34) (создана в 1959 году);
- (учебные заведения и учебные части)
  - Военная академия имени Франца Меринга (Offiziershochschule der Luftstreitkräfte/Luftverteidigung «Franz Mehring»);
  - Военное училище имени Отто Лиленталя (Offiziershochschule der Luftstreitkräfte/Luftverteidigung für Militärflieger «Otto Lilienthal»)
    - 15-я учебная лётная эскадра имени Хайнца Капелле (Fliegerausbildungsgeschwader 15 «Heinz Kapelle»);
    - 25-я учебная лётная эскадра имени Леандера Ратца (Fliegerausbildungsgeschwader 25 «Leander Ratz»);
    - 35-я учебная вертолётная эскадра имени Ламберта Хорна (Hubschrauberausbildungsgeschwader 35 «Lambert Horn»);
    - 45-я учебная транспортная эскадра (Transportfliegerausbildungsstaffel 45);

  - 15-я учебная воздушная эскадра имени Хайнца Капелле (Fliegerausbildungsgeschwader 15 (FAG-15) «Heinz Kapelle»);
  - 25-я учебная воздушная эскадра имени Леандара Раца (Fliegerausbildungsgeschwader 25 (FAG-25) «Leander Ratz»)

Высшие тактические соединения
Каждая воздушная дивизия состояла из:
- двух-четырёх эскадр истребителей (1-я, 2-я, 7-я, 8-я были вооружены истребителями МиГ-21 (в 1956—1965 гг. были вооружены истребителями МиГ-15, в 1957—1984 гг. — истребителями МиГ-17), 3-я — истребителями МиГ-21 и с 1988 года МиГ-29A/УБ (в 1959—1969 гг. — истребителями МиГ-19), 9-я — с 1978 года истребителями МиГ-23;
- одного-двух зенитно-ракетных полков (были вооружены ЗРК С-75, С-125 и С-200);
- одной-двух зенитно-ракетных бригад (были вооружены ЗРК С-300);
- трёх-четырёх отдельных радиотехнических батальонов;
- одного батальона связи, взвода химической защиты.

Воинские части и низшие тактические соединения
Каждая из истребительных эскадр состояла из:
- трёх истребительных эскадрилий;
- одного батальона технического обеспечения (Fliegertechnisches Bataillon);
- а также одного батальона связи (Nachrichten- und Flugsicherungsbataillon), одного батальона снабжения и одного медицинского пункта.

Каждая из бомбардировочных эскадр состояла из:
- двух бомбардировочных эскадрилий (были вооружены истребителями-бомбардировщиками «Су-22»);
- одного батальона технического обеспечения;
- а также одного батальона связи, одного батальона снабжения и одного медицинского пункта.

Вертолётная эскадра состояла из:
- двух эскадрилий транспортных вертолётов (использовали вертолёты «Ми-8»);
- одного батальона технического обеспечения.
- а также одного батальона связи, одного батальона снабжения и одного медицинского пункта.

Военно-транспортная авиационная эскадра состояла из:
- трёх эскадрилий транспортных самолётов (использовали транспортные самолёты «Ту-134» и «Ил-62»);
- одной эскадрильи транспортных вертолётов (использовали вертолёты «Ми-8»);
- а также одного батальона связи, одного батальона снабжения и одного медицинского пункта.

Каждая из зенитно-ракетных бригад состояла из:
- от пяти до девяти зенитно-ракетных дивизионов (Fla-Raketenabteilung);
- батареи управления и радиотехнической разведки;
- радиотехнического дивизиона (Funktechnische Abteilung);
- технического дивизиона (Technische Abteilung);
- а также роты материально-технического обеспечения, ремонтной роты и медицинского пункта.

Каждый отдельный радиотехнический батальон состоял из 4-5 радиотехнических рот (Funktechnische Kompanie).

## Техника и вооружение
Боевой состав на 1989 год:
| Назначение            | Модель                     | Производство  | Количество |
| --------------------- | -------------------------- | ------------- | ---------- |
| Боевые самолёты       | МиГ-21Ф/Ф-13/ПФ/ПФМ/МФ/бис | СССР          | 251        |
| Боевые самолёты       | Миг-23/МЛ/УБ               | СССР          | 47         |
| Боевые самолёты       | МиГ-23БН/МиГ-27            | СССР          | 18         |
| Боевые самолёты       | МиГ-29A/УБ                 | СССР          | 24         |
| Боевые самолёты       | Су-22M4/УM3K               | СССР          | 54         |
| Учебные/учебно-боевые | L-39ZO/V                   | ЧССР          | 52         |
| Учебные/учебно-боевые | L-29                       | ЧССР          | н/д        |
| Транспортная авиация  | АН-2                       | СССР · Польша | 18         |
| Транспортная авиация  | Ан-26T/С                   | СССР          | 12         |
| Транспортная авиация  | Ил-62                      | СССР          | 3          |
| Транспортная авиация  | Ту-134                     | СССР          | 3          |
| Транспортная авиация  | Ту-154                     | СССР          | 2          |
| Транспортная авиация  | L-410                      | ЧССР          | 12         |
| Транспортная авиация  | Z-43                       | ЧССР          | 12         |
| Вертолеты             | Ми-2                       | Польша        | 25         |
| Вертолеты             | Ми-8T/ПС/TБ                | СССР          | 98         |
| Вертолеты             | Ми-24Д                     | СССР          | 51         |
| Вертолеты             | Ми-14                      | СССР          | 14         |
| Системы ПВО           | С-75 Двина                 | СССР          | 48         |
| Системы ПВО           | С-75 Волхов                | СССР          | 174        |
| Системы ПВО           | С-125 Нева/Печора          | СССР          | 40         |
| Системы ПВО           | С-200                      | СССР          | 24         |
| Системы ПВО           | С-300                      | СССР          | 12         |

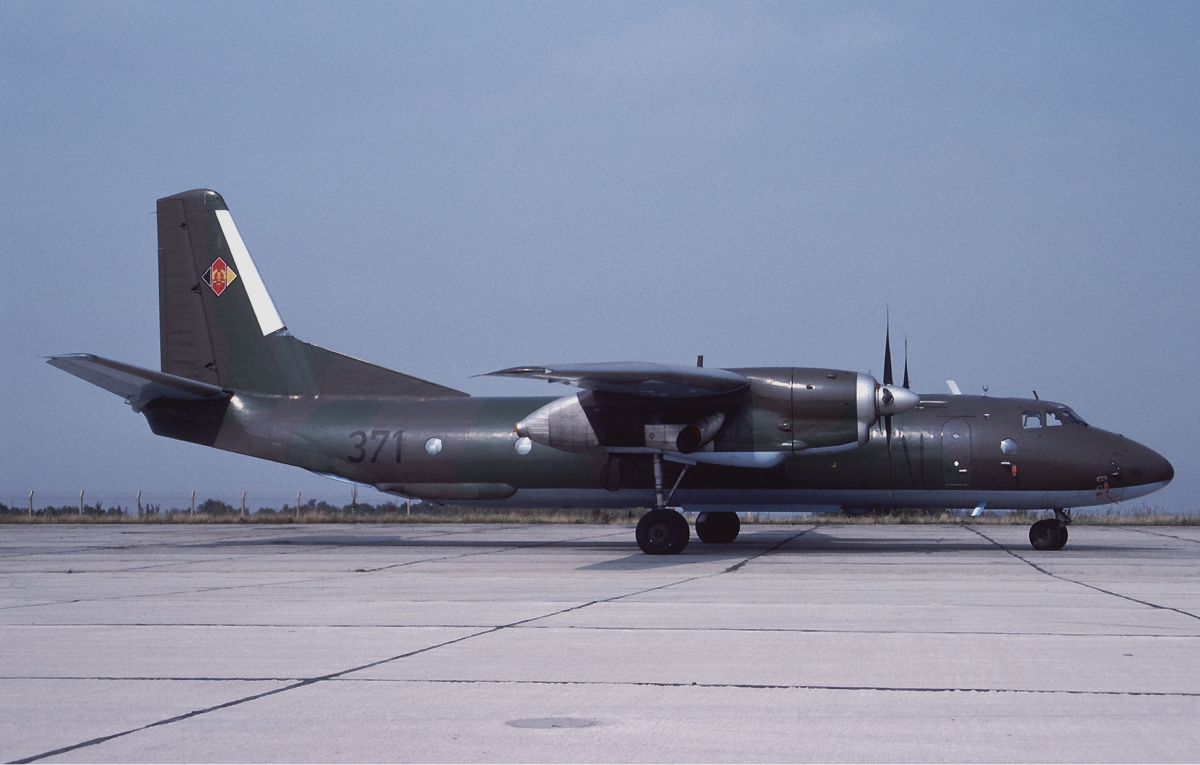
Ан-26Т на аэродроме в Дрездене, август 1990, до расформирования Люфтштрайткрефте остаётся неделя.
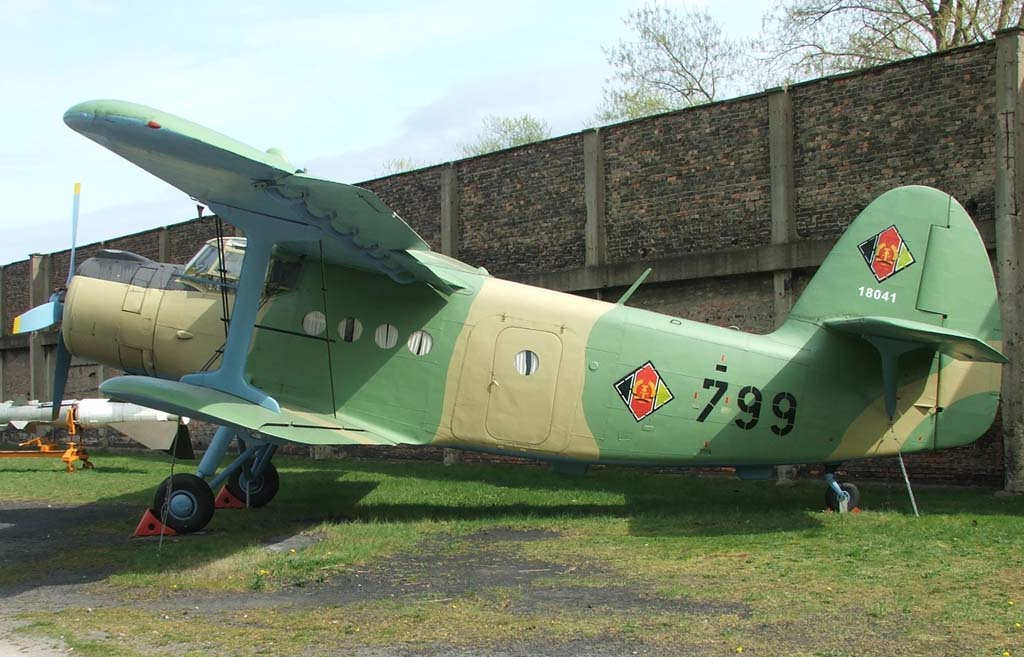
АН-2
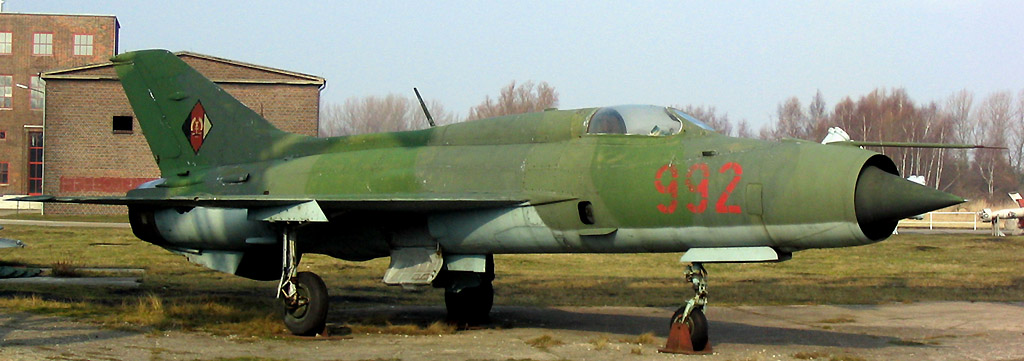
МиГ-21ПФМ
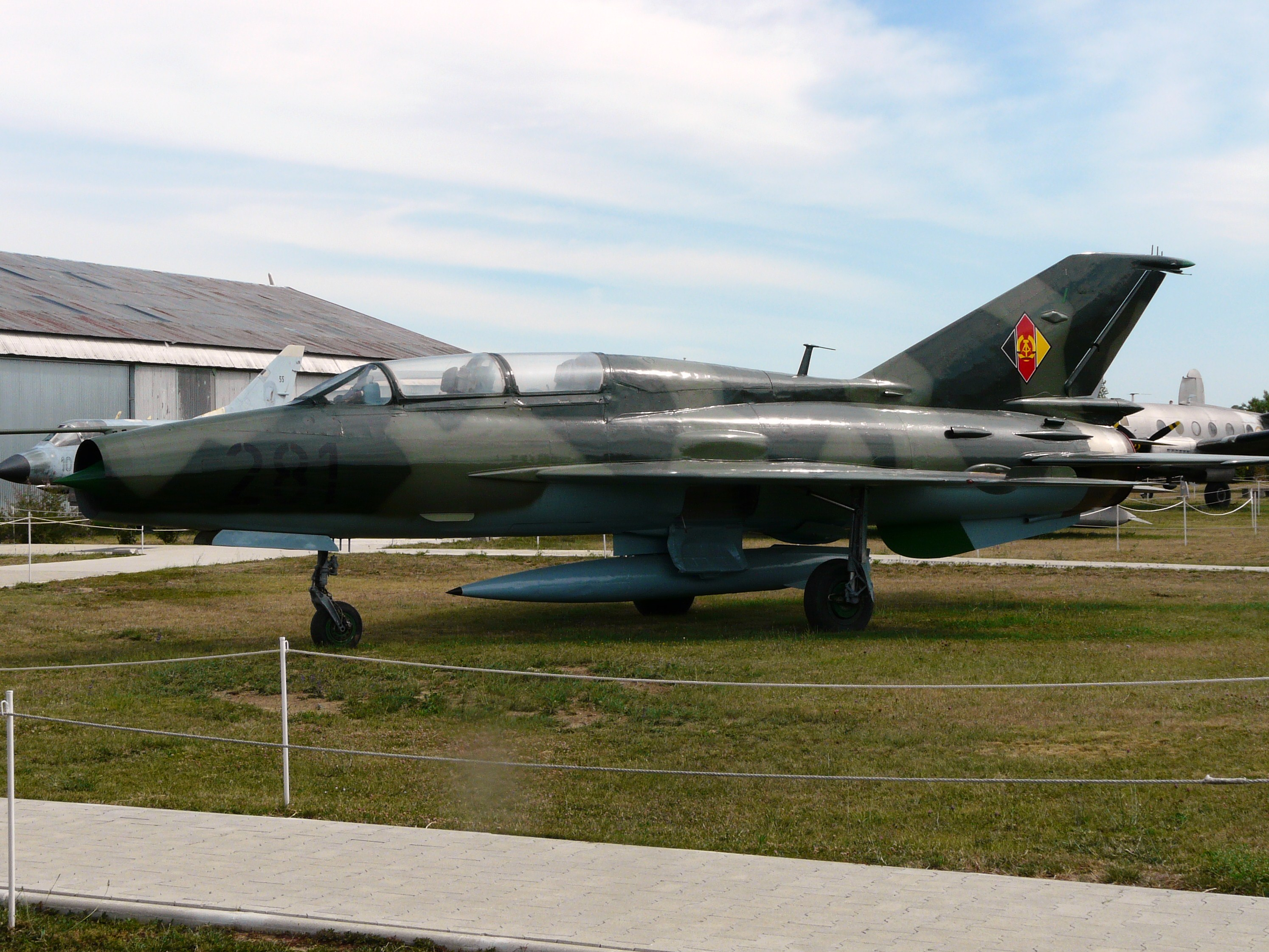
МиГ-21ПФМ в музее авиации, Монтелимар, Франция
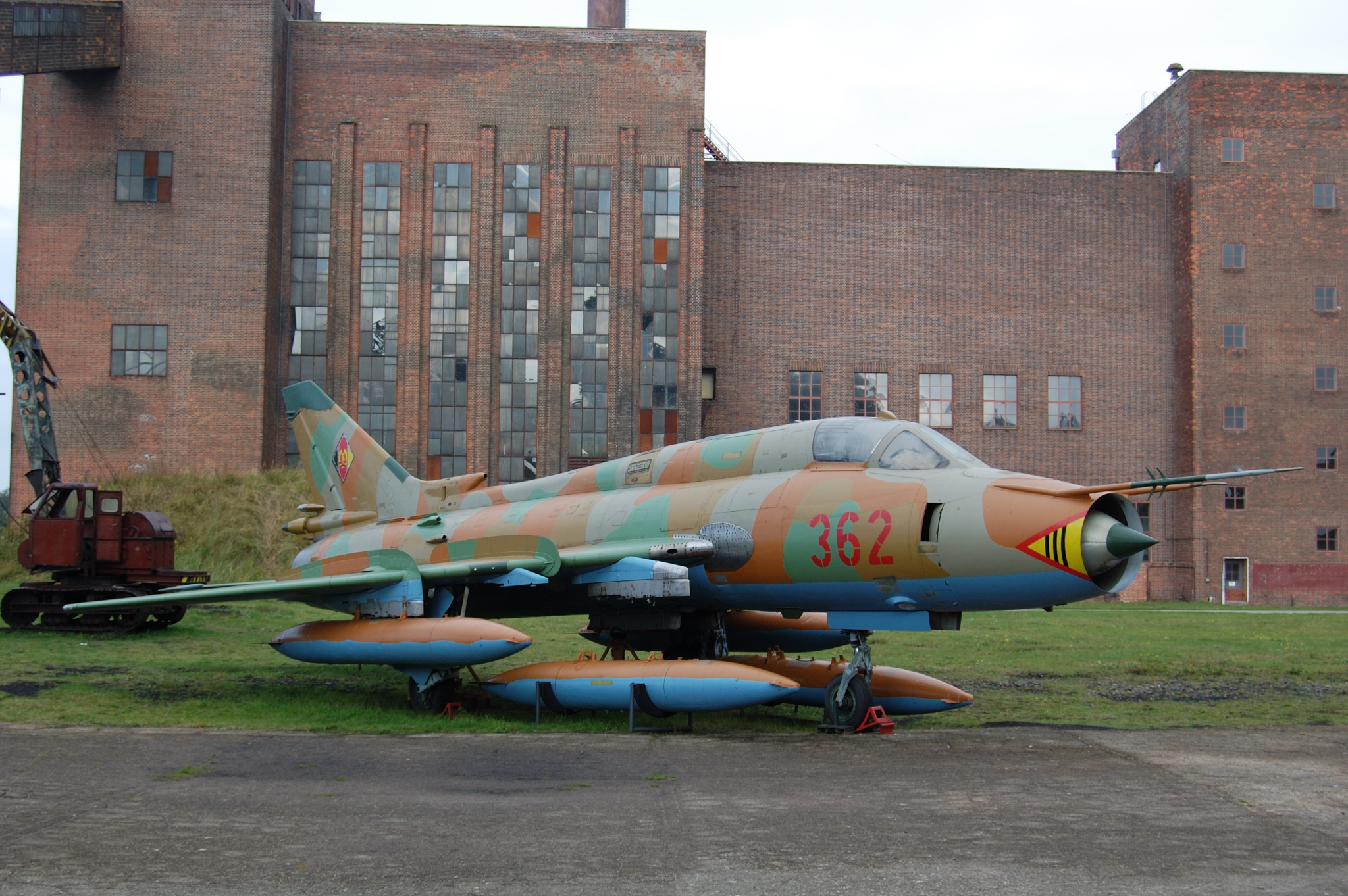
Су-22